# Колівади
Колівади (грец. κολλυβάδες, іноді κολυβάδες, κολλυβισταί, а також (рідко) σαββατιανοί), рух на захист святоотецького передання як в літургійній практиці православної Церкви, так і в інших областях церковного життя. Цей рух зародився у середовищі афонського чернецтва у сер. XVIII ст., але досить швидко охопив й інші області Греції, особливо островів грецького Егейського моря. Активність колівадів доводиться на період 1750-1820 рр., а в окремих областях спостерігається і в наступні роки. Багато духовних рухів кін. XIX і XX ст. претендували на зв'язок з колівадами.

## Загальна характеристика руху
Маючи початком реакцію на порушення богослужбового статуту Святої Гори, рух колівадів досить швидко набув широких масштабів. У центрі уваги опинився значуще питання для духовного життя - проблема частого причащання (свідченням чого є, напр., звернення до даної теми патріарха Константинопольського Феодосія II (1769-1773) вже в 1-й постанові, присвяченій афонським спорам). Захист церковного передання від спотворень колівади засновували на беззастережній перевазі соборних постанов і святоотецькій традиції яким би то не було місцевих звичаїв, а тим більше нововведень, які не мають в переданні ніякого ґрунту. Практичний інтерес до Передання і творінням св. отців незабаром з'єднався з прагненням до освіти грецького народу в дусі святоотецької традиції, в чому особливо досягли успіху свт. Макарій Коринфський, прп. Никодим Святогорець і прп. Афанасій Пароський. При активній участі колівадів були видані святоотцівська аскетична антологія «Добротолюбіє», Зібрання творів прп. Симеона Нового Богослова, деякі інші твори св. отців, а також тлумачення на Священне Писання, соборні постанови й богослужбові тексти православної церкви. Колівади були палкими захисниками можливості жити згідно з правилами, викладеними колись святими отцями. За словами колівада Папулідіса, «коллівади боролися за повернення до православного Передання ... І своєю кров'ю вони заплатили за свою віру в Передання. Не буде перебільшенням сказати, що колівадам зобов'язане своїм існуванням чернече життя в Греції, особливо за межами Св. Гори. Без колівадів секулярний вітер епохи змив би все »( Παπουλίδης. 1991. σ. 24).
Головними темами так званих колівадських суперечок стали питання про заупокійну службу з принесенням колива в день недільний і про часте причастя Св. Тайн, причому друге питання досить швидко вийшло на 1-й план (це усвідомлювали самі колівади ). Протягом суперечок, що тривали понад півстоліття, порушувалися й інші питання, які, однак, не мали такого резонансу: про колінопреклоніння в день недільний, про порівняльну гідність малого і великого водосвяття, про освячення і помазання св. ікон і деякі ін..